# Moskevský městský znak
Znak Moskvy, hlavního města Ruské federace, je tvořen tmavočerveným štítem o poměru šířky k výšce 8:9. Ve štítu je postava sv. Jiří na stříbrném koni (jedoucím heraldicky vlevo), zabíjející zlatým kopím černého hada. Jezdec má stříbrné brnění a modrý plášť. Dle oficiálního popisu není had plazem v zoologickém slova smyslu, ale má nohy a křídla, vypadá tedy spíše jako drak.

## Historie
Město bylo založeno roku 1147 Jurijem Dolgorukým, jehož patronem byl sv. Jiří, který je od té doby, po výtvarném vývoji, stále znakem města.
Od 15. století užívala moskevská velkoknížata (např. Vasilij I.) pečeti a mince s vyobrazením jezdce na koni. Za vlády cara Ivana Hrozného byl rytíř na koni i na hrudi dvouhlavého orla na pečeti Ruska. Rytíř na koni byl však nebyl ztotožňován se sv. Jiřím ale byl (v 16.–18. století) považován za cara nebo za následníka trůnu. Proto měl také obvykle jejich tvář. Za sv. Jiří byl vykládán teprve od 18. století, a v té době se stal také znakem Moskvy.
Roku 1728 byly v Rusku zavedeny znaky pro použití na plukovních praporech. Erbovník byl nejprve předložen vojenskému kolegiu a následně potvrzen carem. 8. března 1730 byl schválen senátem příslušný výnos. V popisu ruského státního znaku byl obsažen i popis znaku moskevského, který se nacházel na hrudi dvouhlavého orla (Jiří na bílém koni, vítězící nad černým hadem, plášť, kopí a věnec žluté, pole kolem bílé, uprostřed červené). Znak Moskvy byl oficiálně přijat 20. (31.) prosince 1781. Další barvy nebyly specifikovány, ale ve státním znaku byl světec zlatý, kůň stříbrný a plášť modrý.
16. (28.) března 1883 byl stanoven nový znak Moskvy, který byl doplněn (místo dubového vínku) dvěma překříženými žezly pod štítem.

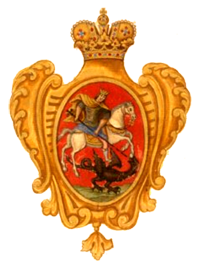
Znak Moskvy (1730–1781)
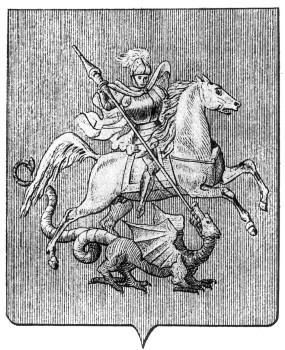
Znak Moskvy (1781–1883)
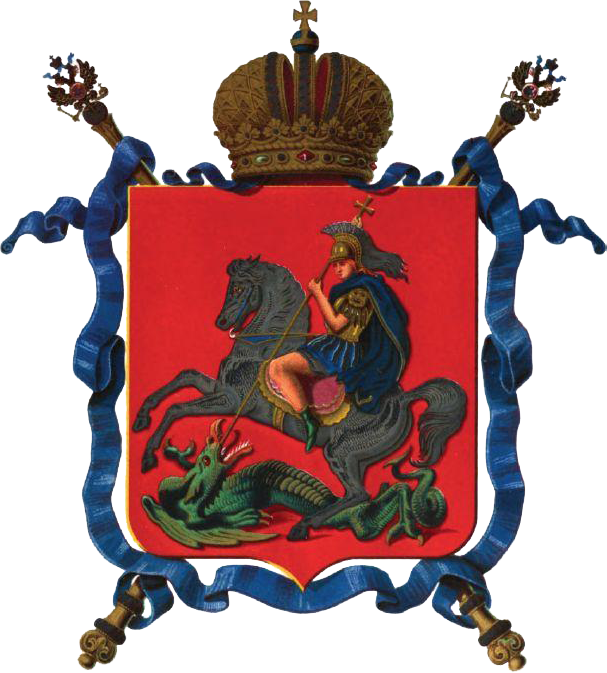
Znak Moskvy (1883–1917)

Po bolševické revoluci v roce 1917 byly v Rusku všechny monarchistické a náboženské symboly zakázány a moskevský znak přestal být užíván. Až 22. září 1924 byl 
prezidiem Moskevským městským Sovětem (dělnických, rolnických a rudoarmějských poslanců) schválen návrh znaku architekta Dmitrije Petroviče Osipova (schválen byl i jeho návrh znaku Moskevské gubernie). Moskevský znak byl tvořen pěticípou hvězdou, na jejímž pozadí byl zobrazen Památník svobody z moskevského Sovětského náměstí, který byl postaven roku 1918 na počest VŘSR. Přes vyobrazení pomníku byly položeny zkřížený srp a kladivo. Hvězda byla z obou stran obklopena snopy klasů, pod nimi byl tkalcovský člunek, kovadlina a generátor elektrického proudu, převinuté stuhou s ruským nápisem МОСКОВСКИЙ СОВЕТ РАБ.(очих), КР.(естьянских) и КР.(асноармейских) ДЕП.(утатов) (česky Moskevský Sovět dělnických, rolnických a rudoarmějských poslanců). Nad klasy a hvězdou byl segment ozubeného kola se zkratkou
Р.С.Ф.С.Р. (RSFSR). Oficiálně se znak užíval až do roku 1993, de facto se však již od 30. let neužíval.

Znak Moskvy (1924—1993)

Počátkem 90. let byl znak neoficiálně obnoven, je známo několik variant, na nichž vyhlíží sv. Jiří jako řecký nebo ruský rytíř obráceny doprava i doleva. Oficiálně však byl zaveden až 23. listopadu 1993 rozhodnutím primátora (starosty) Jurije Lužkova č. 674-RM („O znovuzavedení historického znaku města Moskvy"). Znak nakreslil výtvarník Konstantin Konstantinovič Ivanov, v jehož provedení má světec určité ruské rysy (např. helmu).
1. února 1995 byl znak (spolu s vlajkou) potvrzen Moskevskou městskou Dumou usnesením č. 12, zákon 4-12 „O znaku a vlajce města Moskvy", s popisem vlajky i znaku. 28. června téhož roku byl, v článku č. 8 Statutu města Moskvy, přijat jiný (ale obdobný) popis znaku.

## Galerie

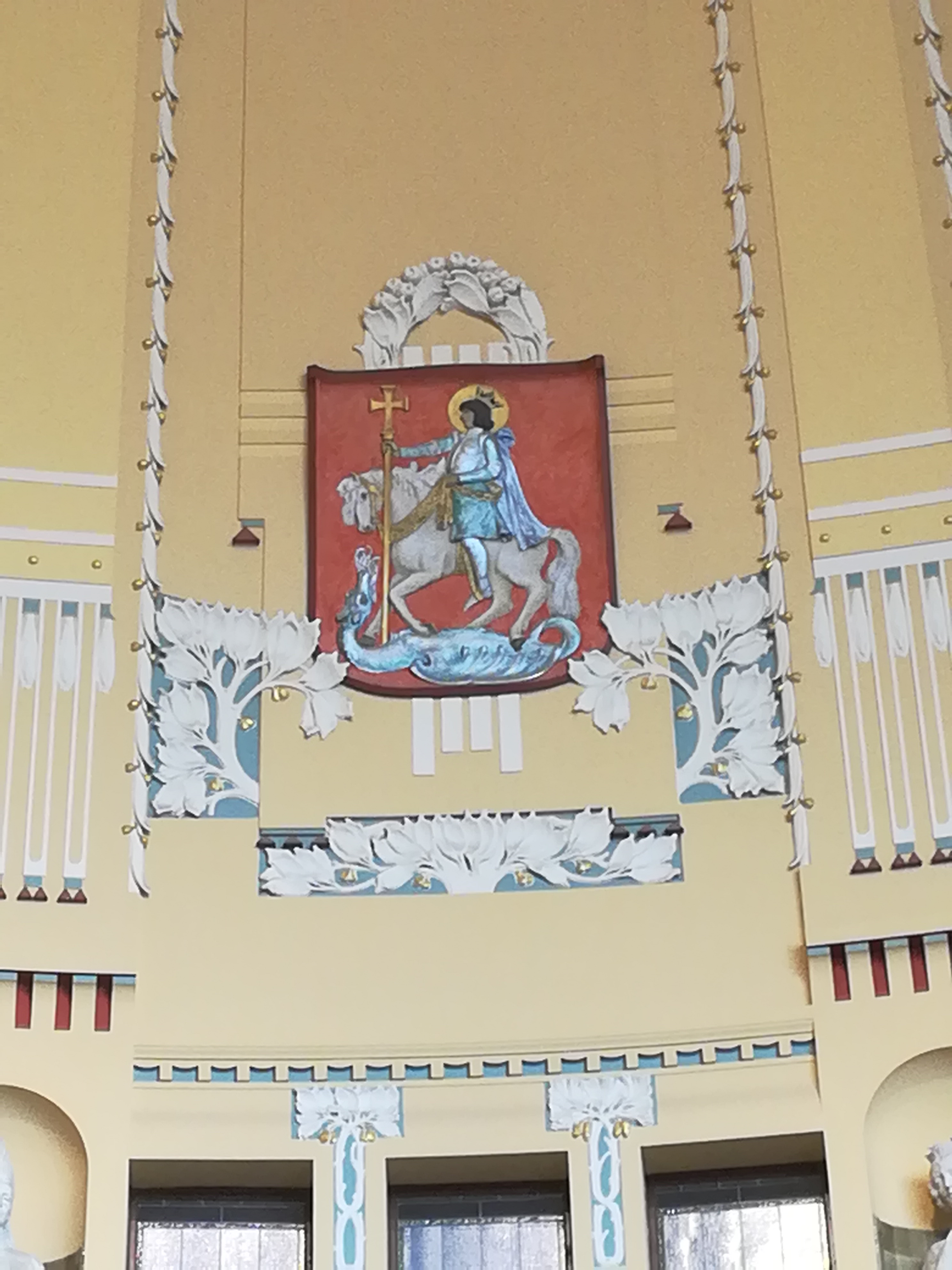
Znak Moskvy na Fantově budově Hlavního nádraží v Praze